# Dendronephthya grandiflora
Dendronephthya grandiflora är en korallart som beskrevs av Henderson 1909. Dendronephthya grandiflora ingår i släktet Dendronephthya och familjen Nephtheidae. Inga underarter finns listade i Catalogue of Life.